# Kulula.com
kulula.com era una compagnia aerea a basso costo sudafricana che operava sulle principali rotte nazionali dall'aeroporto Internazionale O. R. Tambo di Johannesburg. La sede della compagnia si trovava a Bonaero Park, Kempton Park, Ekurhuleni, Gauteng. Era una controllata al 100% di Comair Ltd. Il nome "Kulula" deriva dalle lingue Nguni di Zulu e Xhosa e significa "è facile". Kulula ha sospeso le operazioni il 31 maggio 2022 in attesa di ottenere ulteriori finanziamenti. La società è stata posta in liquidazione il 9 giugno 2022.

## Storia
Kulula venne fondata nel luglio 2001 e iniziò le operazioni come prima compagnia aerea "senza fronzoli" del Sudafrica nell'agosto dello stesso anno. L'obiettivo dichiarato era di posizionare kulula.com come qualcosa di più di un semplice marchio di una compagnia aerea, ma di includere la prenotazione, il pagamento e rendere accessibile "l'esperienza di viaggio completa".
Nel 2010, kulula era stata costretta dalla FIFA a interrompere una campagna pubblicitaria che descriveva la compagnia come "il vettore nazionale non ufficiale di You-Know-What" che ha avuto luogo "non l'anno prossimo, non l'anno scorso, ma tra i due anni",  ovviamente riferendosi alla Coppa del Mondo FIFA 2010 che si è svolta in Sudafrica in quel momento. Un altro annuncio riportava "voli economici per tutti tranne Sepp Blatter" (il presidente della FIFA), a cui era stato offerto un posto gratuito "per tutta la durata di quella cosa che stava accadendo in questo momento".
Nel luglio 2012, kulula ha iniziato a operare con il primo di sette nuovi Boeing 737-800, di cui tre sarebbero stati operativi entro la fine di quell'anno e i restanti in consegna nel 2015 e 2016.
Kulula e la società madre Comair hanno sospeso le attività verso la fine di marzo 2020 a causa di vincoli finanziari causati dalla pandemia di COVID-19. La compagnia aerea ha poi ripreso ad operare nel settembre 2021.
Il 31 maggio 2022, Kulula.com ha sospeso tutti i voli in attesa di finanziamenti a causa di problemi finanziari della società madre Comair.
Il 9 giugno 2022 è stato annunciato che non vi erano ragionevoli prospettive di salvataggio e che la società sarebbe stata posta in liquidazione.

## Destinazioni
Al momento della chiusura, kulula operava voli verso destinazioni all'interno del Sudafrica.

### Accordi di code-share
kulula aveva accordi di code-share con:
- Air France
- British Airways
- Etihad Airways
- Kenya Airways
- KLM

## Flotta

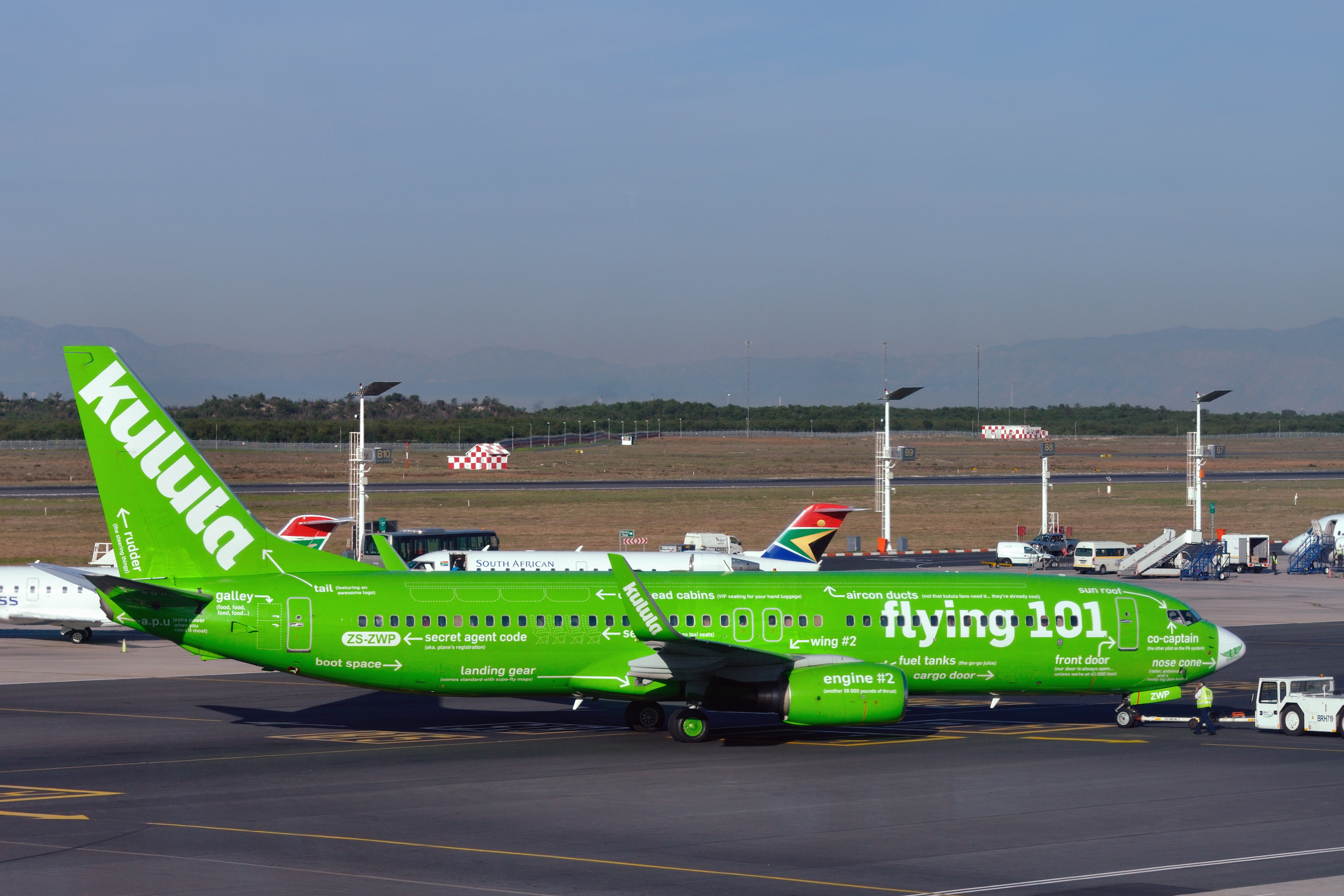
Un Boeing 737-800.

kulula.com operava con i seguenti aeromobili:
- Airbus A320-200
- Boeing 737-200
- Boeing 737-400
- Boeing 737-800
- McDonnell Douglas MD-82